# Zachariah Adam Hall
Pour les articles homonymes, voir Hall.
Zachariah Adam Hall né le 28 février 1865 à Millbank (Ontario) et décédé le 5 mai 1952 à Guelph (Ontario) est un fabricant et une personnalité politique de l’Ontario. Il représente Waterloo-Sud à l’Assemblée législative de l'Ontario en tant que député conservateur de 1914 à 1919.

## Biographie
Il est né à Millbank, Canada-Ouest, fils de Thomas Hall. Il fait ses études des les villes de St. Marys, Strathroy et Guelph. En 1900, il épouse sa femme Margaret Forbes. Hall fabrique des poêles et des fourneaux à Hespeler. Il est préfet de Preston en 1907. Puis en 1914, il est élu comme représentant de la circonscription de Waterloo Sud. Il perd son siège en 1919 face à Karl Homuth des Fermiers unis de l'Ontario.
Hall est également un inventeur, ayant breveté plusieurs modèles, notamment, de frein pour roues d'automobile, un four à air chaud, plusieurs modèles de cuisinières et de poêles de cuisine ainsi que des bâtons de hockey sur glace.
Il est décédé à Guelph le 5 mai 1952 et est enterré au cimetière Woodlawn de la ville.